# インドスクス
インドスクス Indosuchus raptorius は白亜紀後期（マーストリヒチアン、7000-6600万年前）に生息したアベリサウルス科の獣脚類。他の獣脚類のように、肉食性で二足歩行する。全長は6m程度と推定され、頂部が平坦になった、鶏冠のある頭骨を持っていた。

## 命名
1932年、Friedrich von Hueneによって命名され、Charles Alfred Matleyがジャバルプル近郊のラメタ累層で発見した3個の部分的な頭骨に基いて、1933年、HueneとMatleyによって記載された。レクトタイプにGSI K27/685が指定されている。
属名は古典ギリシャ語の Indos （インダス）・Soukhos（エジプトのワニの神）に由来する。種小名 raptorius はラテン語で"猛禽"を意味する。

## 系統
頭骨の一部しか発見されていないため、その位置付けは不安定である。記載当初はアロサウルス科とされたが、1964年、Alick Walkerはティラノサウルス科であると考えた。カルノタウルスなどの他のアベリサウルス類の発見につれてその系統的位置が次第に明らかとなり、1986年、ホセ・ボナパルテは本種をアベリサウルス科と結論した。
断片的な頭骨からは、インドサウルスのようなラメタ層に産する他の獣脚類と本種を識別することは困難であり、Indosuchus raptorius はしばしば疑問名とされる。